# 松田悦典
松田 悦典（まつだ よしのり、1974年8月14日 - ）は、埼玉県三郷市出身の元プロサッカー選手。ポジションはディフェンダー。浦和レッズへ加入後、サガン鳥栖へ移籍。サガン鳥栖では「松田考功」の登録名だった。引退後わらびFit整骨院を開業し、パーソナルジムなど複数のビジネスを展開。FC琉球ビーチサッカーチームで2021年選手復帰。南葛SCコーチ、Jr.街クラブコーチをし、現在はプロ選手からジュニア選手まで幅広く個別パーソナルを担当している。

## 来歴
中学時代、読売クラブ（現東京ヴェルディ）に所属しユース大会、高円宮杯を連覇。大宮東高校1年からレギュラーとして活躍し埼玉県選手権決勝ではロングシュートを決める。１年生で出場した高校サッカー選手権3回戦、名波浩、大岩剛などがいた清水市商高戦で超高校級FWと評されていた山田隆裕を完封したことで注目を集める。埼玉県国体選抜ではキャプテンを務め全国４位。関東選抜、東西日本対抗戦では東日本選抜の副キャプテンを務める。赤き血のイレブン永井良一が監督を務める日本ユース代表時代には、日本代表としてSBSカップや東南アジア遠征に出場。
1993年に浦和レッドダイヤモンズに加入。Jリーグu20で構成する日本代表に選出され東南アジア遠征国際試合出場。在籍期間の間、３週間のブラジル留学。強豪パルメイラスや、ブラガンチーノの練習に参加。浦和レッズには2年間在籍し、1994年限りで戦力外となる。1995年に鳥栖フューチャーズへ移籍した。1997年にフューチャーズが解散、それを受けてサガン鳥栖が新たに結成されると主力としてプレー。引退時には、ファンからの要望によりチーム初の引退セレモニーを行う。
専門学校を卒業後、31歳のときに柔道整復師の国家試験に合格。治療院勤務を経て、2010年に自らの整骨院を開く。パーソナルトレーナーとしても、個人トレーニングをJリーガーからジュニア選手まで幅広く担当する。2021年FC琉球BCで10番を背負い選手復帰。2023年漫画キャプテン翼の高橋陽一氏オーナーの南葛SCコーチ就任。所属選手には、W-Cap出場の稲本潤一、今野泰幸などが所属。2024年は埼玉の街クラブコーチ/フィジカルコーチを担当し4ヶ月でチームを全国大会に導く。全国大会では古巣サガン鳥栖とも好試合をした。現在では、整骨院/パーソナルジム/脱毛店などを手掛けている。

## 所属クラブ
- 読売クラブ
- 大宮東高校
- 1993年 - 1994年 浦和レッドダイヤモンズ
- 1995年 - 1996年 鳥栖フューチャーズ
- 1997年 - 2002年 サガン鳥栖

## 個人成績
| 国内大会個人成績 | 国内大会個人成績 | 国内大会個人成績 | 国内大会個人成績 | 国内大会個人成績 | 国内大会個人成績 | 国内大会個人成績 | 国内大会個人成績 | 国内大会個人成績 | 国内大会個人成績 | 国内大会個人成績 | 国内大会個人成績 |
| 年度             | クラブ           | 背番号           | リーグ           | リーグ戦         | リーグ戦         | リーグ杯         | リーグ杯         | オープン杯       | オープン杯       | 期間通算         | 期間通算         |
| 年度             | クラブ           | 背番号           | リーグ           | 出場             | 得点             | 出場             | 得点             | 出場             | 得点             | 出場             | 得点             |
| 日本             | 日本             | 日本             | 日本             | リーグ戦         | リーグ戦         | リーグ杯         | リーグ杯         | 天皇杯           | 天皇杯           | 期間通算         | 期間通算         |
| ---------------- | ---------------- | ---------------- | ---------------- | ---------------- | ---------------- | ---------------- | ---------------- | ---------------- | ---------------- | ---------------- | ---------------- |
| 1993             | 浦和             | -                | J                | 0                | 0                | 0                | 0                | 0                | 0                | 0                | 0                |
| 1994             | 浦和             | -                | J                | 0                | 0                | 0                | 0                | 0                | 0                | 0                | 0                |
| 1995             | 鳥栖F            | 24               | 旧JFL            | 10               | 0                | -                | -                | 1                | 0                | 11               | 0                |
| 1996             | 鳥栖F            | 24               | 旧JFL            | 24               | 2                | -                | -                | 3                | 0                | 27               | 2                |
| 1997             | 鳥栖             | 5                | 旧JFL            | 14               | 0                | 3                | 0                | 3                | 0                | 20               | 0                |
| 1998             | 鳥栖             | 5                | 旧JFL            | 13               | 1                | 3                | 0                | 3                | 0                | 19               | 1                |
| 1999             | 鳥栖             | 5                | J2               | 12               | 1                | 1                | 0                | 1                | 0                | 14               | 1                |
| 2000             | 鳥栖             | 5                | J2               | 28               | 0                | 2                | 0                | 3                | 0                | 33               | 0                |
| 2001             | 鳥栖             | 5                | J2               | 21               | 0                | 2                | 0                | 0                | 0                | 23               | 0                |
| 2002             | 鳥栖             | 5                | J2               | 9                | 0                | -                | -                | 0                | 0                | 9                | 0                |
| 通算             | 日本             | 日本             | J1               | 0                | 0                | 0                | 0                | 0                | 0                | 0                | 0                |
| 通算             | 日本             | 日本             | J2               | 70               | 1                | 5                | 0                | 4                | 0                | 79               | 1                |
| 通算             | 日本             | 日本             | 旧JFL            | 61               | 3                | 6                | 0                | 10               | 0                | 77               | 3                |
| 総通算           | 総通算           | 総通算           | 総通算           | 131              | 4                | 11               | 0                | 14               | 0                | 156              | 4                |

## 指導歴
- 2023年5月 - 同年12月 南葛SC コーチ
- 2024年3月-9月関東リーグ2部u15チームコーチ

## 著書
- 『サッカーで痛めた体を自分で治す本 (太もも・ひざ・ふくらはぎ・足首のセルケアとトレーニング) 』（マキノ出版、2012年、ISBN 978-4837671763）